# Parc national de Wasur
Le parc national de Wasur est un parc national situé dans la province indonésienne de Papua. La grande valeur de sa biodiversité a valu au parc d’être surnommé le « Serengeti de Papouasie ». La vaste zone humide ouverte, en particulier le lac Rawa Biru, attire une faune très riche.
Le parc est classé site Ramsar depuis 2006.

## Végétation et faune
Environ 70 % de la superficie totale du parc est constituée de savane, tandis que la végétation restante est constituée de forêts marécageuses, de forêts de mousson, de forêts côtières, de forêts de bambous, de plaines herbeuses et de grandes étendues de forêts marécageuses de sagoutiers. Les plantes dominantes sont les mangroves.
Le parc fournit un habitat à une grande variété de 358 espèces d’oiseaux, dont environ 80 espèces sont endémiques de l’île de Nouvelle-Guinée. La diversité des poissons est également élevée dans la région avec quelque 111 espèces trouvées dans l’écorégion et un grand nombre d’entre elles sont enregistrées dans le Wasur. La zone humide du parc fournit également un habitat à diverses espèces de homards et de crabes.
Les espèces communes comprennent le wallaby agile, le perroquet de Pesquet, le casoar à casque, le pigeon à couronne bleue, le grand oiseau de paradis, le paradisier royal, le paradisier rouge, le crocodile de Nouvelle-Guinée et le crocodile marin, le plus grand reptile vivant. 
Le parc national de Wasur est l’habitat d’un certain nombre d’espèces rares et endémiques. Les espèces de la liste rouge des espèces menacées présentes ici dans des populations viables sont le Goura de Scheepmaker, l’aigle harpie de Nouvelle-Guinée, le thylogale ou pademelon, le jabiru asiatique, le mégalure matata et le courlis cendré. Trois espèces d’oiseaux endémiques ont été enregistrées, dont le mégalure matata et le capucin de Nevermann. 

## Communautés
Quatre groupes de peuples autochtones vivent dans le parc, appartenant aux tribus Kanume, Marind, Marori Men-Gey et Yei, qui dépendent de la région pour se nourrir et subvenir à leurs besoins quotidiens. La population totale est estimée à 2 500 personnes réparties dans 14 villages. Le nom du parc est dérivé de la langue marori dans laquelle Waisol signifie jardin. Ces communautés locales consomment du poisson, du sagou, des patates douces, des cerfs, des bandicoots et des wallabys. De nombreux aspects de leur culture disparaissent, bien que certains éléments tels que les festivals, les fêtes des cochons, la danse, le tissage et la cuisine traditionnelle subsistent. Il existe de nombreux sites d’importance spirituelle, dont des sites sacrés. La partie sud du parc présente de grandes zones d’anciens monticules agricoles qui ont une importance archéologique.

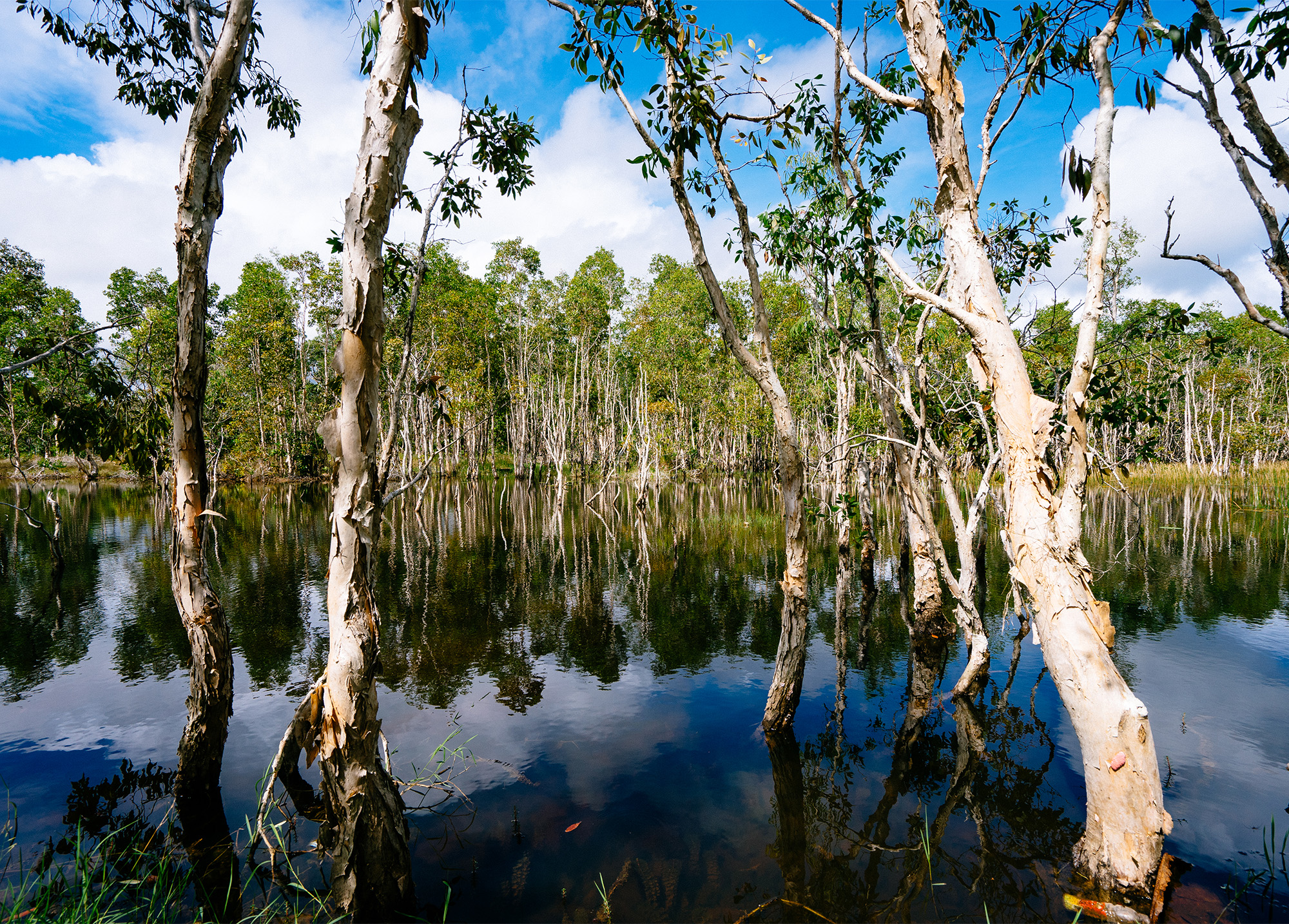
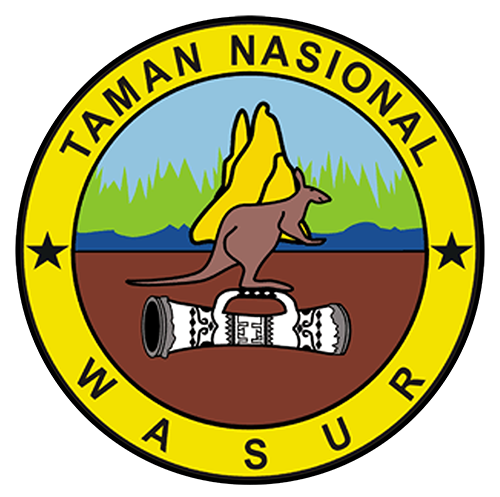
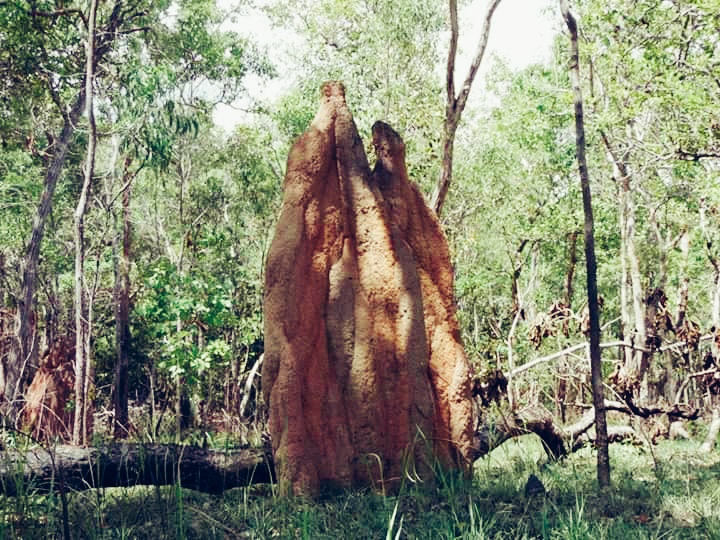
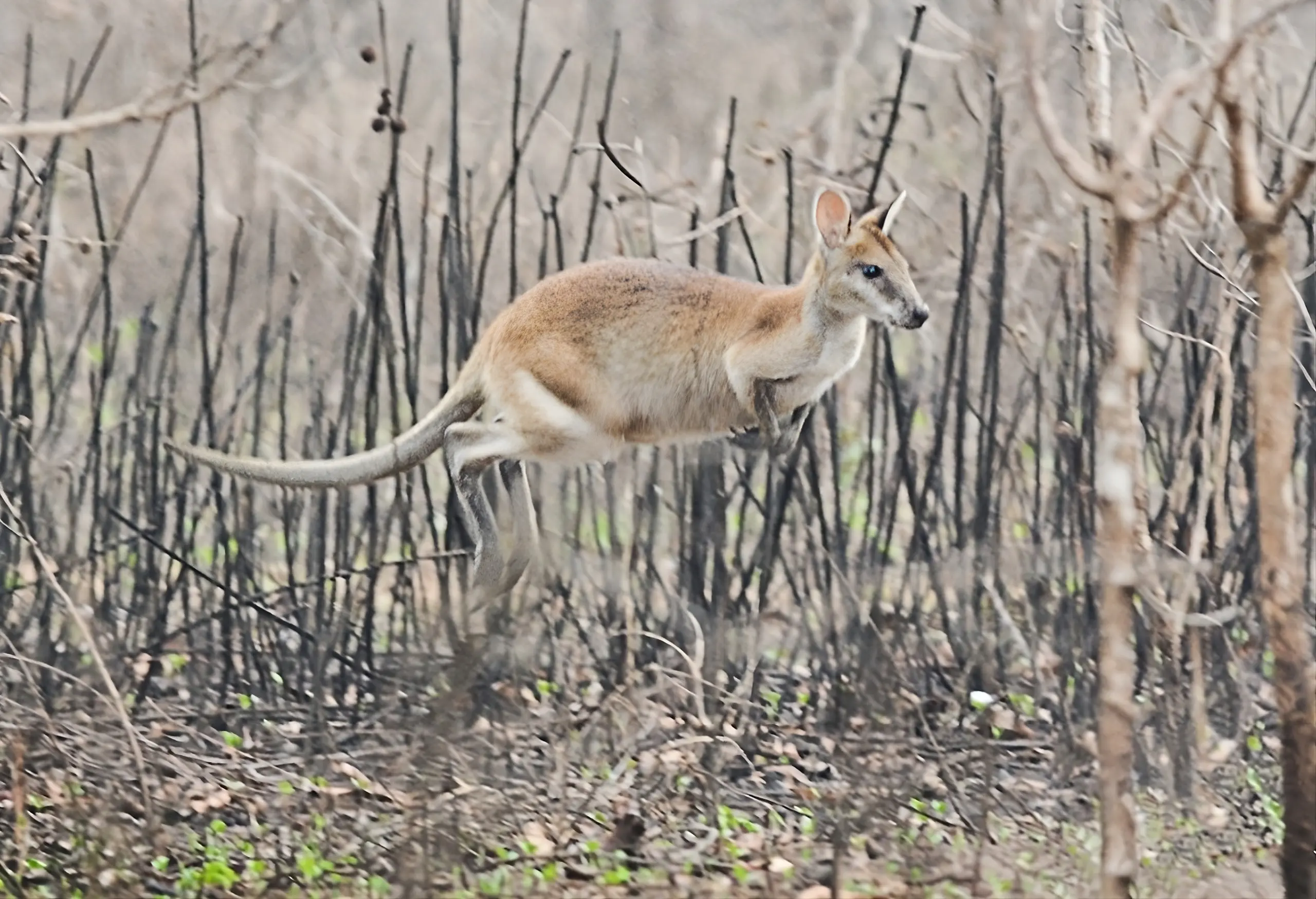
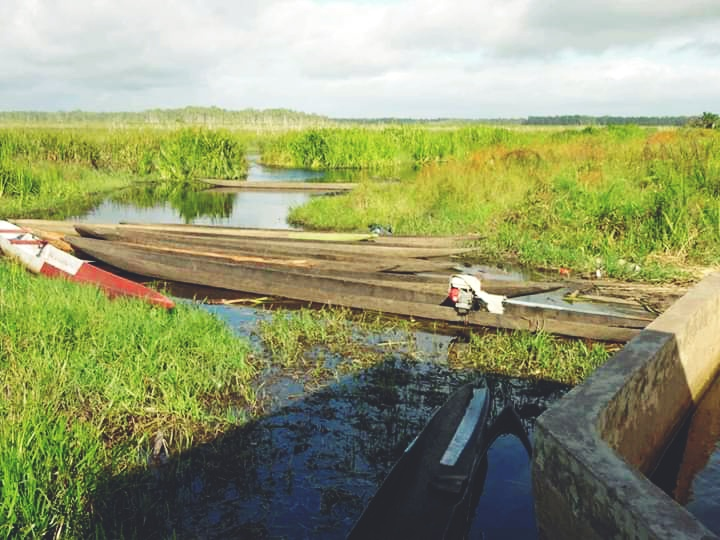